# Warmte-krachtkoppeling

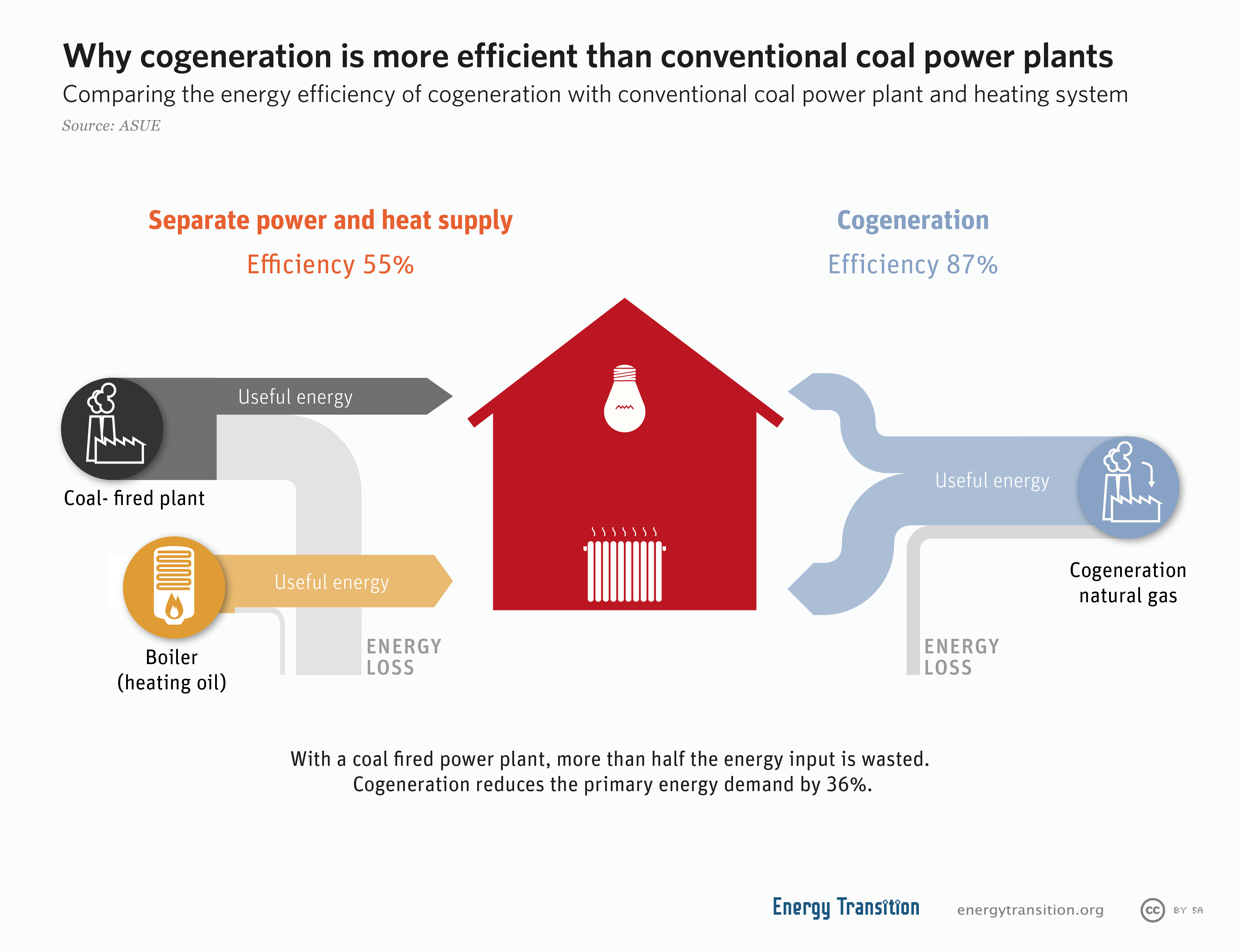

Warmte-krachtkoppeling (WKK) of cogeneratie is het gebruik van de warmte die vrijkomt bij elektriciteitsopwekking (kracht). De energie afkomstig van een verbrandingsmotor of gasturbine wordt via een generator omgezet in elektriciteit en de warmte die daarbij vrijkomt gaat niet verloren, maar wordt lokaal nuttig gebruikt voor bijvoorbeeld productie van warm water, stoom of hete lucht.
Nieuwe elektriciteitscentrales hebben een elektrisch rendement van ca. 58,5%, de rest van de energie uit de gebruikte brandstoffen komt vrij als warmte. Zonder warmte-krachtkoppeling wordt deze warmte afgevoerd met het koelwater. Deze warmte kan grotendeels nuttig gebruikt worden (verwarming, droging e.d.). Op deze manier wordt brandstof bespaard ten opzichte van de afzonderlijke, gescheiden productie van elektriciteit en warmte, de elektriciteit in een centrale en de warmte in een aparte ketel.

## Industrie
Veel bedrijven hebben warmte nodig voor hun productieproces. Vaak wordt deze warmte verplaatst via stoom, maar ook warm water en thermische olie zijn veel voorkomende warmtedragers. De klassieke manier van warmteopwekking is door middel van een gas- of oliegestookte ketel. Steeds meer bedrijven stappen over op een vorm van WKK voor het gros van de te produceren warmte. Eventuele extra warmte kan dan nog steeds op klassieke wijze geproduceerd worden. Het toepassen van WKK brengt economisch voordeel met zich mee. De elektriciteit die geproduceerd wordt door middel van WKK kan ter plaatse verbruikt worden, wat de hoeveelheid elektriciteit afgenomen van het openbare elektriciteitsnet bespaart. Daarnaast zal door gebruik van de restwarmte in de rookgassen voor de productie van stoom of het verhitten van warm water of thermische olie, over de hele lijn een wezenlijke energiebesparing verkregen worden. 
Verder wordt de toepassing van WKK vaak ondersteund door subsidies met als resultaat dat een correct gedimensioneerde WKK een economisch interessante investering wordt.

## Stadsverwarming
De afvalwarmte van grote centrales wordt soms gebruikt voor stadsverwarming. In de zomer is er geen warmtevraag, dan wordt de warmte op de normale manier geloosd via koeltorens of directe lozing op het oppervlaktewater. Het is echter ook mogelijk de in de zomer geproduceerde warmte op te slaan in watervoerende lagen in de bodem, en in de winter alsnog te gebruiken voor gebouwverwarming. Dit werd onder andere toegepast door twee kleine WKK-centrales op de campus van de Universiteit Utrecht. De restwarmte wordt nu gebruikt om absorptiekoelmachines aan te drijven voor de opwekking van koude.

## Decentrale warmte-krachtkoppeling

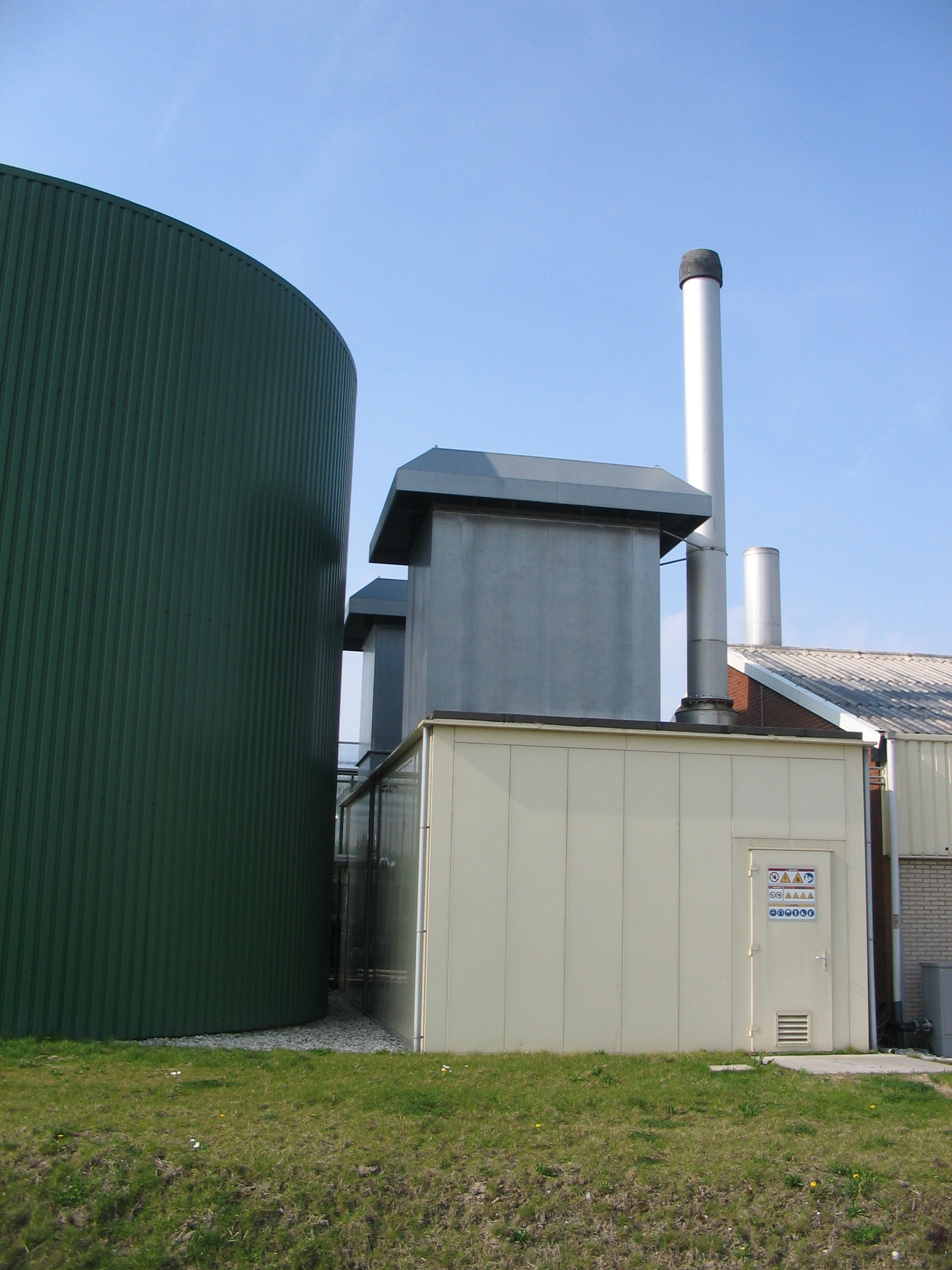
Een WKK bij een glastuinbouwbedrijf in De Lier

Bij decentrale warmte-krachtkoppeling is de productie meestal aangepast aan de warmtevraag. De elektriciteit die zelf niet gebruikt wordt, wordt dan aan het elektriciteitsnet geleverd. Decentrale WKK wordt onder andere toegepast in de glastuinbouw. Daarbij wordt naast warmte ook CO2 uit de centrale gebruikt.

## Micro-warmte-krachtkoppeling
Microwarmte-krachtkoppeling (micro-WKK), ook wel HRe genoemd, is de term voor opwekking van elektriciteit door middel van warmte-krachtkoppeling (WKK) in huishoudens. In Vlaanderen worden, in navolging van de Europese richtlijn inzake de bevordering van warmtekrachtkoppeling, installaties tot 50 kW elektrisch vermogen als micro-warmte-krachtkoppelingseenheden beschouwd.

## Overheidsbeleid in Nederland
Van 2003 tot 2006 werd in Nederland decentrale warmtekracht gestimuleerd met de ministeriële regeling milieukwaliteit elektriciteitsproductie. In 2009 is er binnen de stimuleringsregeling duurzame energieproductie subsidie beschikbaar gekomen voor de micro- en mini-WKK's. Voor het bedrijfsleven geldt de energie-investeringsaftrek.

## Overheidsbeleid in Vlaanderen
In Vlaanderen wordt het overheidsbeleid uitgetekend door het Vlaams Energie Agentschap (VEA), en bevestigd door de minister van energie. 
In het Vlaams gewest worden de certificaten uitgereikt door de VREG.
Er worden warmtekrachtcertificaten uitgereikt voor de primaire energie die werd bespaard. Het Besluit van de Vlaamse Regering ter bevordering van warmte-krachtkoppeling van 7 juli 2006 is van toepassing.
COGEN Vlaanderen vzw is de belangenvereniging en het expertisecentrum dat instaat voor de ontwikkeling van kwaliteitsvolle WKK in Vlaanderen.

## Warmte-krachtkoppeling in Europa
Op Europees niveau houdt COGEN Europe zich bezig met het behartigen van warmte-krachtkoppeling. Deze lobbyvereniging, die leden vertegenwoordigt uit bijna alle Europese landen, lobbyt de Europese Instellingen (Europese Commissie, Europees Parlement) en neemt deel aan Europese projecten waarin warmte-krachtkoppeling centraal staat.